# 佐藤文隆
佐藤 文隆（さとう ふみたか、1938年3月23日 - ）は、日本の物理学者（宇宙物理学）・理論物理学者。専門は、宇宙論・相対性理論。学位は、理学博士（論文博士・京都大学）（学位論文 「一般相対性理論における、宇宙項の寄与に関する研究」）。京都大学名誉教授。

## 来歴
1938年3月23日、佐藤茂吉・かね夫妻の三男として山形県西置賜郡鮎貝村（現：白鷹町）に生まれる。兄弟姉妹は兄2人、姉4人、妹1人がいる。父・茂吉は製材所を経営していた。
小学校6年生の時に湯川秀樹がノーベル物理学賞を受賞して湯川ブームが起きたのがきっかけで湯川に憧れるようになる。中学卒業後は山形県立長井高等学校に進学し、この頃から勉強が面白く感じたという。だが帰宅して勉強しようとすると「勉強をさせるために学校にいかせてやっているのに、家に帰ってまで勉強するとは何ごとだ」と叱られ、家業の手伝いをさせられたため、家での勉強は親に隠れてしていた。当時の長井高校では大学に進学する生徒はは学年中の1、2割で、成績がよければ東北大学に、そうでなければ山形大学に進学するのが普通だったが、大卒の会社員と結婚して東京都で生活していた姉たちの助言もあって東京大学か京都大学を受験しようということになり、それなら湯川が教授を務める京大理学部物理学科に進学しようと考え京大理学部を受験し合格。
学部生時代は統計力学の研究室に所属し、大学院に進学して林忠四郎が教授を務める核エネルギー学研究室（現：天体核研究室）に所属することになった。
核エネルギー学研究室で宇宙物理学・天文学を学び、1964年に林の指示により大学院博士課程の学生のまま核エネルギー学研究室の助手に就任し、同じ頃に物理学科の事務職員と結婚。超重量星の一般相対性理論による不安定性の問題を学位論文のテーマに選び、1966年に「一般相対性理論における、宇宙項の寄与に関する研究」で理学博士の学位を授与された。佐藤は前年に京大大学院博士課程を満期退学しておりいわゆる論文博士である。
1971年、京都大学基礎物理学研究所助教授に就任。1973年9月、ワルシャワで開催された国際天文学連合総会に出席するため妻と2人の子供を連れてポーランドに渡る。国際天文学連合総会出席後はクラクフに行き重力崩壊のシンポジウムに参加、さらにベルギーのブリュッセルで開催されたソルベー会議に参加。ソルベー会議参加後は大西洋を渡りアメリカ合衆国カリフォルニア州バークレーに行きカリフォルニア大学バークレー校の物理教室にて研究に従事。
バークレー滞在中の1974年4月、京大基礎物理学研究所教授に就任。同年夏家族を連れて日本に帰国。
1976年4月1日、京大基礎物理学研究所の第3代所長に就任。所長職は1980年3月31日に退任するまで続けた。
1986年、林の退官後空席になっていた天体核研究室の教授に就任。
2001年、京都大学を定年退官、甲南大学教授に就任。2013年、甲南大学教授を退職。

## 人物

### 業績
- 1972年 - 「宇宙線の最高エネルギーと相対性理論の破れ」
- 1973年 - 冨松彰とともに、アインシュタイン方程式におけるトミマツ・サトウ解を発見した[21]。この業績により冨松とともに仁科記念賞を受賞。この解は裸の特異点の存在を示唆していて、今日では数学的産物だとされている。
- 一貫して、相対性理論・宇宙物理学の研究を行う。
- 京都大学基礎物理学研究所所長時代、湯川秀樹を記念する、湯川記念財団の依頼により、湯川選集をまとめる。
- 西宮湯川記念賞の設立にも参加する。
- 中学生・高校生を対象とした理科教育にも熱心に取り組み、きっづ光科学館ふぉとん（京都府木津川市）の名誉館長も務めた。
- 一番の課題は、「最高エネルギー宇宙線によって生じる物理現象」を捉えることであり、JEM-EUSOの研究者にも名を連ねている。

### 弟子
- 一般相対性理論の佐々木節と位置天文学の郷田直輝は弟子[2][3]。
- 東京大学の佐藤勝彦は後輩[2][3]。文隆と勝彦は「ビッグバンと素粒子論」をテーマにして共同研究を行い、「佐藤・佐藤論文」という論文を共同で執筆し発表している[22]。

## 受賞・栄典
- 1973年 - 仁科記念賞
- 1975年 - 松永賞
- 1999年 - 紫綬褒章
- 2001年 - 西宮市教育功労者
- 2007年 - 京都新聞大賞文化学術賞
- 2013年 - 瑞宝中綬章[23]
- 2018年 - 京都府文化賞特別功労賞
- 2021年 - 京都市文化功労者
- 2022年 - 全国日本学士会アカデミア賞
- 2024年 - 第78回毎日出版文化賞（『量子力学の100年』）[24]

## 著作
宇宙論関係の教科書・啓蒙書や随筆を多数書いている。

### 単著
- 『星の進化』（共立出版、1978年）
- 『宇宙の創成』（紀伊國屋書店、1979年）
- 『アインシュタインのたまご』（朝日新聞社、1979年）
- 『宇宙こうして捕らえた』（創元社、1981年）
- 『現代の宇宙論』（小学館、1981年）
- 『僕がアインシュタインになる日』（朝日出版社、1981年）
- 『相対論と宇宙論』（サイエンス社、1981年）
- 『アインシュタインが考えたこと』（岩波ジュニア新書、1981年）
- 『ビッグバンの発見』（日本放送出版協会：NHKブックス、1983年）
- 『ビッグバン』（講談社ブルーバックス、1984年）
- 『宇宙のしくみ』（ポプラ社、1984年、朝日文庫、2011年）
- 『湯川秀樹が考えたこと』（岩波ジュニア新書、1985年）
- 『星と宇宙の科学』（新潮文庫、1985年）
- 『宇宙論と統一理論の展開』（岩波書店、1987年）
- 『宇宙論への招待』（岩波新書、1988年）
- 『宇宙と星の基礎知識・ブラックホールとはなんですか』（講談社、1989年）
- 『宇宙のはじまり』（岩波書店、1989年）
- 『現代の宇宙像・概観』（培風館、1991年）
- 『量子宇宙をのぞく』（講談社ブルーバックス、1991年）
- 『アインシュタインの宇宙』（朝日文庫、1992年）
- 『宇宙のしくみとエネルギー』（朝日文庫、1993年）
- 『科学と幸福』（岩波書店、1995年、岩波現代文庫、2000年）
- 『現代の宇宙像』（講談社学術文庫、1997年）
- 『量子力学のイデオロギー』（青土社、1997年、増補版2011年）
- 『知を創造する—新世紀の大学とは』（岩波書店、1998年）
- 『火星の夕焼けはなぜ青い』（岩波書店、1999年）
- 『物理学の世紀—アインシュタインの夢は報われるか』（集英社、1999年／講談社学術文庫、2024年）
- 『科学者の将来』（岩波書店、2001年）
- 『宇宙を顕微鏡で見る』（岩波現代文庫、2001年）
- 『宇宙物理への道—宇宙線・ブラックホール・ビッグバン』（岩波書店、2002年）
- 『孤独になったアインシュタイン』（岩波書店、2004年）
- 『雲はなぜ落ちてこないのか』（岩波書店、2005年）
- 『異色と意外の科学者列伝』（岩波書店：岩波科学ライブラリー、2007年）
- 『破られた対称性』（PHP研究所：サイエンス・ワールド新書、2009年）
- 『夏はなぜ暑いのか』（岩波書店、2009年）
- 『アインシュタインの反乱と量子コンピュータ』（京都大学学術出版会：学術選書、2009年）
- 『職業としての科学』（岩波新書、2011年）
- 『量子力学は世界を記述できるか』（青土社、2011年）
- 『破られた対称性 素粒子と宇宙の法則』（PHP研究所：サイエンス・ワールド新書、2014年）
- 『科学者には世界がこう見える』（青土社、2014年）
- 『科学者、あたりまえを疑う』（青土社、2016年）
- 『歴史のなかの科学』（青土社、2017年）
- 『佐藤文隆先生の量子論』（講談社ブルーバックス、2017年）
- 『量子力学が描く希望の世界』（青土社、2018年）
- 『ある物理学者の回想　湯川秀樹と長い戦後日本』（青土社、2019年）
- 『「メカニクス」の科学論』（青土社、2020年）
- 『転換期の科学 「パッケージ」から「バラ売り」へ』（青土社、2022年）
- 『量子力学の100年』（青土社、2024年）

### 共著
- 『相対論的宇宙論』（松田卓也との共著、講談社ブルーバックス、1974年）
- 『僕がアインシュタインになる日: 相対性理論講義』（光瀬龍との共著、朝日出版社(レクチュア・ブックス)、1981年）
- 『現代天文学事典』（講談社ブルーバックス、1983年）
- 『新しい宇宙の探究』（岩波書店、1990年）
- 『宇宙物理学』（現代物理学叢書）（岩波書店、2001年）現代の物理学シリーズより再刊
- 『波のしくみ』（松下泰雄との共著、講談社ブルーバックス、2007年）

### 編著
- 『湯川秀樹著作集』（岩波書店、1989年）

### 訳書
- 『ブラックホール』（R.ルフィーニ著、中央公論社、自然選書、1976年）
- 『天文学』（J.トンプソン著、共立出版、1978年）
- 『タイム・ワープ』（ジョン・グリビン著、講談社ブルーバックス、1981年）
- 『接近する宇宙』（G.B.フィールズ著、サイエンス社、1984年）
- 『進化する宇宙』（G.B.フィールズ著、サイエンス社、1989年）
- 『宇宙のはじまり』（方励之著、講談社ブルーバックス、1990年）
- 『宇宙の暗闇ダークマター』（ジョン・グリビン著、講談社ブルーバックス、1992年）

### 博士論文
- 『General relativistic instability of the supermassive stars』（京都大学・乙第652号、昭和41年3月23日授与）